# L'Honneur du dragon
Série
L'Honneur du dragon 2
(2013)
Pour plus de détails, voir Fiche technique et Distribution.
L'Honneur du dragon (ต้มยำกุ้ง, Tom Yum Goong, du nom d'une soupe emblématique de la cuisine thaïlandaise) est un film thaïlandais réalisé par Prachya Pinkaew sorti en 2005.

## Synopsis
Le jour où des trafiquants capturent et enlèvent les deux éléphants avec lesquels il a grandi,  Kham fait le serment de les retrouver pour l'honneur de son peuple. Sa promesse l'amène jusqu'en Australie où il doit affronter un puissant gang sans scrupule. Heureusement, sa maîtrise du muay-thaï, art martial thaïlandais d'une rare violence, lui permettra de surmonter les obstacles.

## Fiche technique
- Titre français : L'Honneur du dragon

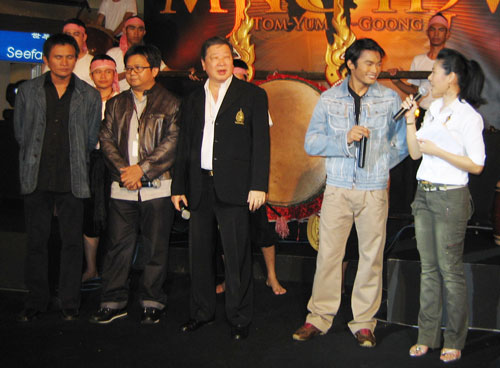
Avant-première de L'Honneur du dragon avec les réalisateurs Panna Rittikrai et Prachya Pinkaew, le producteur Somsak Techaratanaprasert et l'acteur Tony Jaa

- Titres original : ต้มยำกุ้ง (Tom Yum Goong)
- Titre anglais : The Protector / Warrior King[2]
- Réalisation : Prachya Pinkaew (thaï: ปรัชญา ปิ่นแก้ว)
- Scénario : Kongdej Jaturanrasamee et Prachya Pinkaew
- Production : Prachya Pinkaew et Sita Vosbein
- Budget : 200 millions de bahts
- Musique : Sasis Millindavanij et Zomkiat Ariyachaipanich
- Photographie : Nuttawut Kittikun
- Montage : Marut Seelacharoen
- Décors : Ukkadej Kaewkot
- Costumes : Ekkaphume Nganchamung
- Pays d'origine : Thaïlande
- Format : Couleurs - 2,35:1 - Dolby Digital - 35 mm
- Genre : Action, Muay Thaï, Drame
- Durée : 109 minutes
- Sociétés de production : Sahamongkol Film International et Baa-Ram-Ewe
- Distribution française : TFM Distribution
- DVD : TF1 Vidéo (éditions) [3]
- Dates de sortie :

 Thaïlande : 11 août 2005
 France : 8 février 2006
 Belgique : 12 avril 2006
- Interdit aux moins de 12 ans avec avertissement puis -16 à la télévision

## Distribution

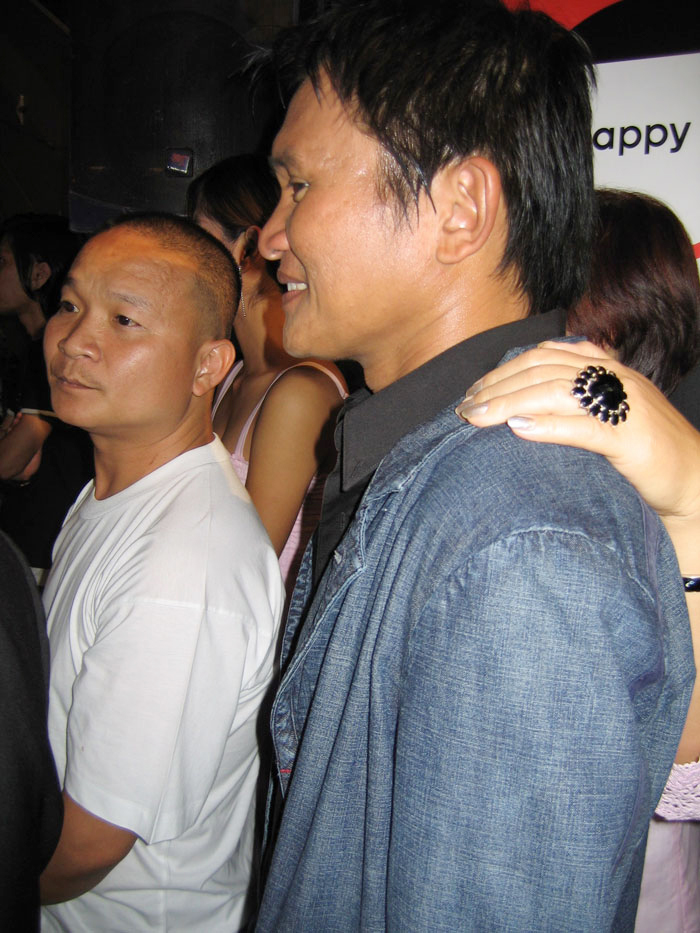
À gauche Petchtai Wongkamlao, et à droite Panna Rittikrai.

Source : Télérama
- Tony Jaa (thaï : พนม ยีรัมย์ / Panom Yeerum / khmer : Cha Phnom Yiram ចាភ្ំ យីរុាំ) (VF : Fabrice Josso) : Kham, le héros thaïlandais
- Nutdanai Kong : Kham à 9 ans
- Sotorn Rungruaeng (VF : Jean-Yves Chatelais) : le père de Kham
- Petchtai Wongkamlao (เพ็ชรทาย วงษ์คำเหลา) (VF : Maurice Decoster) : le sergent Mark, policier thaï-australien de Sydney
- David Asavanond : l'agent Rick, partenaire du sergent Mark
- Bongkoj Khongmalai : Pla, une étudiante thaï de Sydney contrainte à être call-girl pour rembourser la dette de son petit copain
- Jing Xing (chinois : 金星, Jīn Xīng ; coréen : 김성, Gim Seong) (VF : Sophie Riffont) : Madame Rose, la personne trans chinoise sadique du gang chinois de Sydney
- Johnny Tri Nguyen[6] (VF : Patrick Borg) : Johnny, le caïd vietnamien retors, trafiquant de drogues, subordonné de Madame Rose
- Damian de Montemas (VF : Patrick Mancini) : Inspecteur Vincent, policier corrompu qui collabore avec Madame Rose
- Dean Alexandrou (VF : Pierre-François Pistorio) : garde du corps de Vincent
- Nathan Jones : TK, le musculeux colosse australien

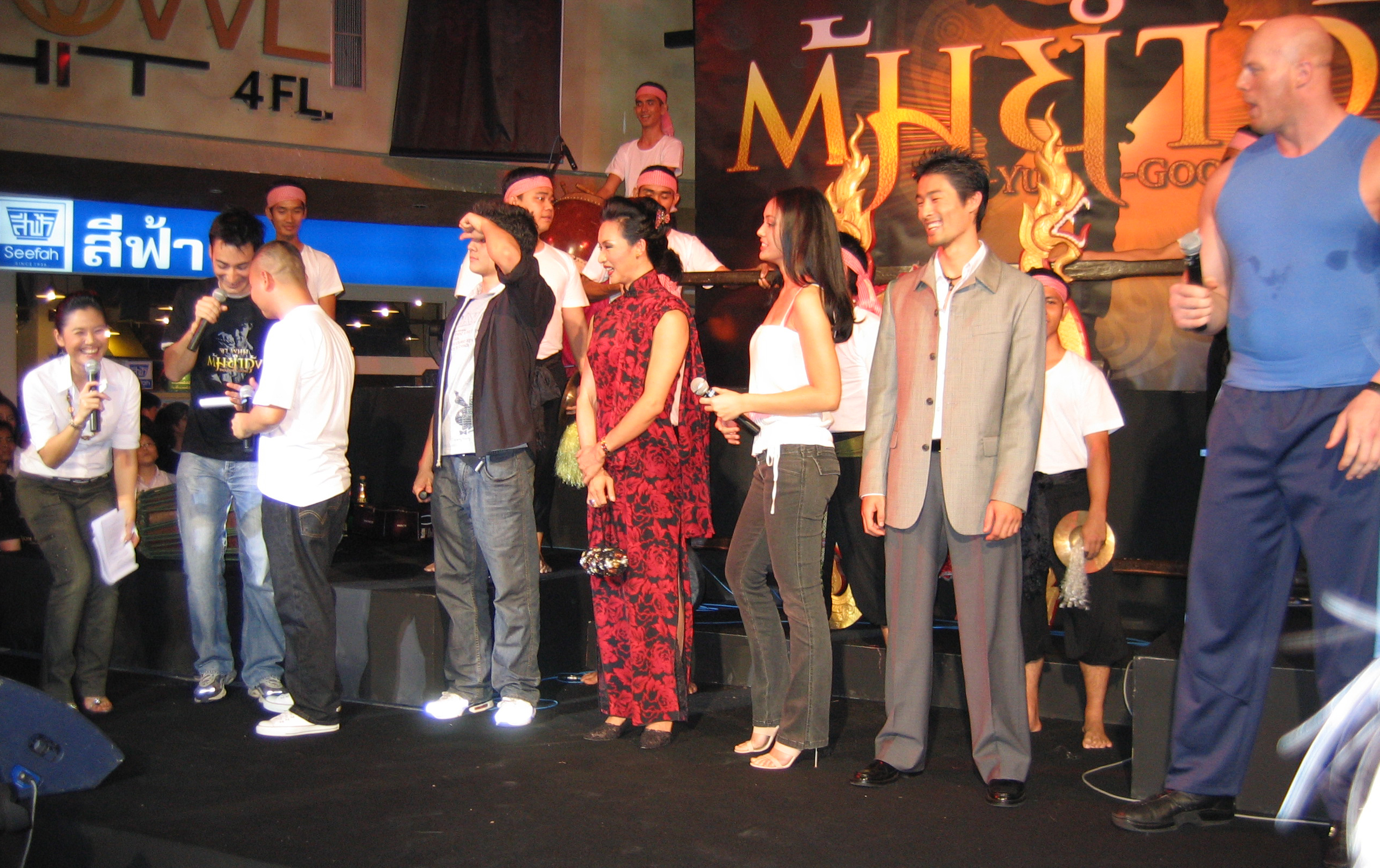
L'équipe de L'honneur du dragon à Bangkok le 04 août 2005. De gauche à droite : David Asavanond, Peetchai Wongkamlao (dos à la caméra), Jonathan Foo (la main sur les yeux), Jin Xing, Bongkoj Khongmalai, Johnny Tri Nguyen et Nathan Jones.

- Amonphan Gongtragan : Goong
- Winai Poonpermponsiri : le voyant
- Lateef Crowder : l'adepte de Capoeira
- Jon Foo : l'adepte du Wu Shu

 Source et légende  : Version Française (V.F.) sur Voxofilm

## Postérité
Les films thaïlandais les plus connus en France et dans le monde sont Ong-bak et L'Honneur du dragon de Prachya Pinkaew — deux films dont l'acteur principal est Tony Jaa —, ainsi que Oncle Boonmee, celui qui se souvient de ses vies antérieures d'Apichatpong Weerasethakul, Palme d'or au Festival de Cannes 2010.
En Thaïlande, comme partout sur la planète, L'Honneur du dragon a connu un immense succès populaire. Il est dans le top 10 du box office des films thaïlandais avec les films historiques La Légende de Suriyothai et King Naresuan, le souverain du Siam de Chatrichalerm Yukol, Bang Rajan de Tanit Jitnukul et les films racontant la légendaire histoire du fantôme Mae Nak : Nank Nak de Nonzee Nimibutr et Pee Mak de Banjong Pisanthanakun.

## Autour du film
- Le tournage s'est déroulé en Thaïlande et en Australie.
- Tom yum goong (Tom yam koung en phonétique française.) veut dire soupe de crevettes aigre-douce à la citronnelle, plat populaire en Thaïlande.
- Durant le film, on peut apercevoir un sosie de l'acteur Jackie Chan[9].
- Le film comporte un impressionnant plan-séquence de près de 4 minutes où le héros enchaîne les combats dans un restaurant clandestin en grimpant les étages en rotonde de ce dernier. Le spectateur peut avoir la sensation d'être dans un jeu vidéo, où il passe de niveaux en niveaux au fur et à mesure que le héros monte les étages[10],[11].